# 사도몽
사도몽(史都蒙, ?~?)은 발해의 관료이다. 삼국사기, 삼국유사 등에는 언급되지 않았으나 속일본기에 그의 이름이 언급되면서 알려졌다. 작위는 개국남작이었다.

## 생애
776년 12월, 187명으로 구성된 9차 발해사 일원으로 일본의 고닌 천황 즉위를 축하고 발해 문왕후의 상(喪)을 알리기 위해 파견되었다.  《속일본기》 권 34, 고닌 천황(光仁天皇) 호키(寶龜) 7년(776년) 12월 22일조에 의하면 그의 직책은 헌가대부 사빈소령이고 작위는 개국남이었다. 해당 파견으로 인해서 일본에는 처음으로 발해악(渤海樂)이 전해졌다.

## 같이 보기
- 대건황
- 하수겸

## 참고 자료
- 『続日本紀』5　新日本古典文学大系16　岩波書店、1998年
- 宇治谷孟『続日本紀 （下）』講談社〈講談社学術文庫〉、1995年